# Austrijska hokejska liga 2011./12.
Erste Bank Eishockey Liga 2011./12., ili skraćeno EBEL liga 2011./12. 9. je sezona austrijske hokejaške lige pod sponzorskim vodstvom Erste Bank.

## Vanjske poveznice
- Službena stranica  Arhivirana inačica izvorne stranice od 7. veljače 2010. (Wayback Machine)